# Икона Страшного суда

Икона «Страшный суд», Новгород, XV век, Третьяковская галерея

Икона Страшного суда — иконография православной иконы, изображающей грядущий конец света — вселенский Страшный суд, который будет осуществлён Иисусом Христом во время его Второго пришествия. На ней изображаются картины конца мира, последнего суда над всем человечеством, воскресения мёртвых, сцены адских мучений нераскаянных грешников и райского блаженства праведников.

## Сюжет иконы
Во время Страшного суда все когда-либо существовавшие живые и мёртвые будут воскрешены во плоти. Над ними Иисусом будет осуществлён суд, и каждый заслужит приговор сообразно со своими земными делами — либо вечное блаженство в раю, либо вечные муки в аду (Мф. 25:1—13, 25:31—33).

### Тексты
В разработанной форме иконография Страшного суда основана на текстах Евангелия, Апокалипсиса, а также святоотеческих творениях: «Слова» Ефрема Сирина, Слова Палладия Мниха, Жития Василия Нового и других произведений византийской и древнерусской литературы; в следующий период в иконографических деталях можно усмотреть и тексты народных духовных стихов.
- Одним из важнейших источников, оказавшим влияние на состав и характер композиций Страшного суда, было Житие Василия Нового (X век).
- Видение пророка Даниила (Дан. 10—12) — в сцене «Видение пророка Даниила» ангел показывает пророку Даниилу четырех зверей. Эти звери символизируют «погибельные царства» (царства, которым предстоит погибнуть) — Вавилонское, Македонское, Персидское и Римское, или антихристово. Первое представляется в образе медведя, второе — в образе грифона, третье — в образе льва, четвёртое — в образе рогатого зверя. Иногда писались еще и другие звери, имеющие аллегорическое значение. Среди последних особенно интересны зайцы, которые, по широко распространенному на Руси представлению, воплощённому в стихах о «Голубиной книге», являлись аллегорическими образами правды (белый заяц) и «кривды» (серый заяц).
- Огненный поток (река) известен по так называемому «Хождению Богородицы по мукам», одному из самых популярных в древнерусской письменности апокрифов. В списках «Хождения», начиная с XII века, указывается, что «в реке сей множество мужей и жен; одни погружены до пояса, другие — по грудь, и лишь третьи — по шею», в зависимости от степени их вины.

### Предназначение
Изображения Страшного суда имели важную особенность: они создавались не для того, чтобы запугать человека, а чтобы заставить задуматься его над своими грехами; «не отчаиваться, не терять надежды, но положить начало покаяния». Покаяние как непременное условие достижения Царства Божия — является одним из основополагающих положений христианского вероучения, и эта проблема была особенно актуальна для рубежа XI—XII веков, времени проникновения сюжета на Русь.

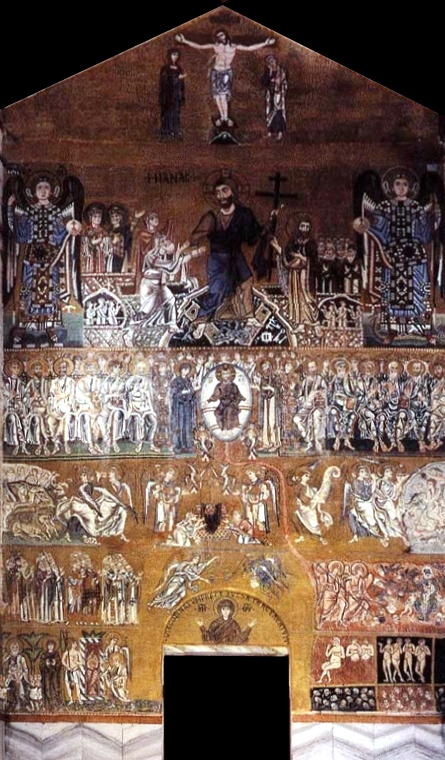
Византийская мозаика «Страшный суд», XII век (Торчелло)

## История сложения
Православная иконография Страшного суда существует в византийском искусстве c XI—XII веков.
Истоки изображения этого сюжета восходят к IV веку — живописи христианских катакомб. Первоначально Суд изображался в двух формах: история отделения овец от козлищ и притче о десяти девах. Затем в V—VI формируются отдельные части повествовательного изображения, которые затем к VIII веку в Византии сложатся в законченную композицию.
Изображение этого сюжета включает не только иконопись, но и система росписи православного храма (и в Византии, и на Руси), где он располагается обычно на западной стене. Западная Европа также использовала данный сюжет (например, Микеланджело в Сикстинской капелле). В «Повести временных лет» упоминается эпизод об использовании христианским «философом» (православным проповедником) запоны с изображением Страшного суда для проповеди христианства князю Владимиру, что повлияло на будущее крещение самого Владимира и Руси. Изображения Страшного суда были действенным средством, помогавшим к обращению язычников. На Руси композиции Страшного суда появляются очень рано, вскоре после Крещения.
Н. В. Покровский, исследователь XIX века, указывает, что до XV века русские «Страшные суды» повторяют византийские формы, на XVI—XVII века приходится пик развития этого сюжета в живописи, а концу XVII века, по мнению Покровского, эсхатологические изображения стали писать с меньшим мастерством — особенно в юго-западной России (под воздействием западноевропейских влияний).

## Распространение
Наиболее известные памятники византийского культурного ареала на этот сюжет — в притворе церкви Панагии Халкеон в Салониках (начало XI в.); в Грузии — сильно повреждённая фреска в Давидо-Гареджийском монастыре Удабно на западной стене (XI в.); плохо сохранившиеся фрески Страшного суда в Атенском Сионе (XI в.), в церкви в Икви (XII век), грандиозная композиция Страшного суда храма в Тимотесубани (1-я четверть XIII в.)

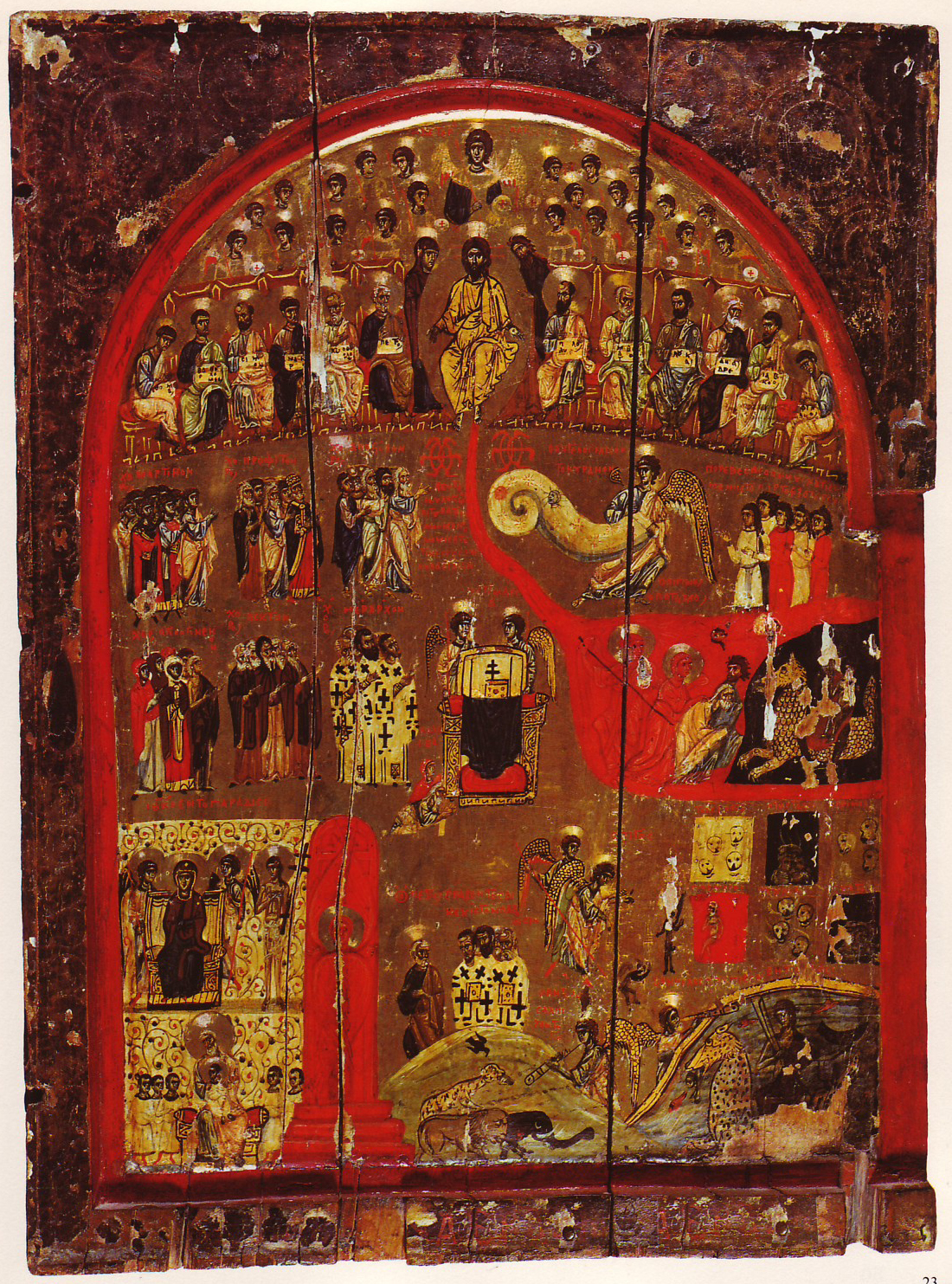
Икона «Страшный суд», XII век (монастырь св. Екатерины, Синай)

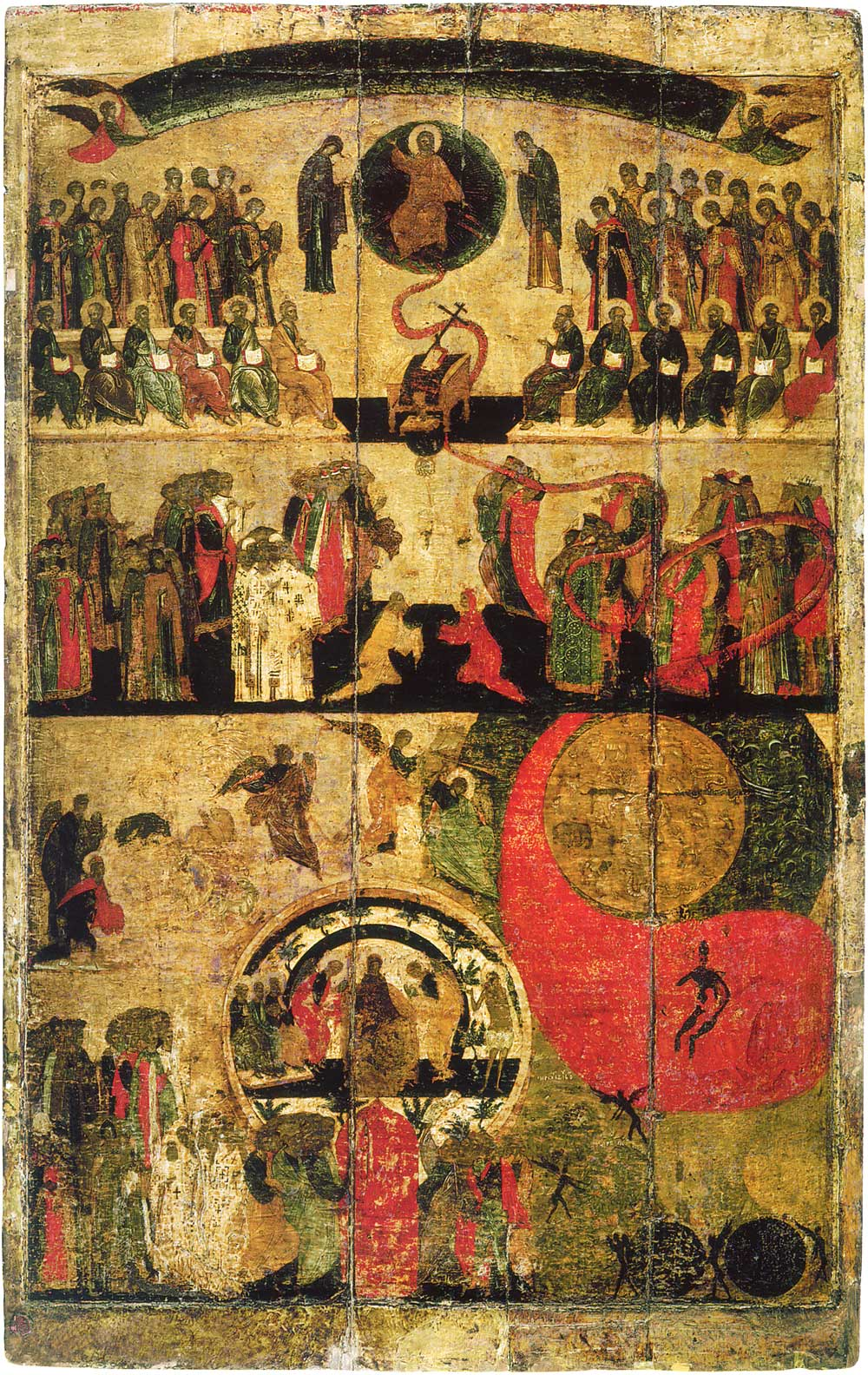
Икона «Страшный суд», конец XIV-начало XV века (Москва, Успенский собор)

Самая ранняя известная русская фреска на этот сюжет — Кириллов монастырь в Киеве (XII век), росписи Николо-Дворищенского собора в Новгороде (нач. XII в.), Георгиевский собор Старой Ладоги (1180-е гг.), церковь Спаса на Нередице (1199 г.), Дмитровский собор Владимира (конец XII в.), затем следуют фрагменты росписи Андрея Рублева и Даниила Черного в Успенском соборе Владимира.
Иконографический канон Страшного суда, которому суждено будет существовать затем, по крайней мере, еще семь веков, складывается в конце X — начале XI веков. В XI—XII веках был создан целый ряд важных образов Страшного суда. Наиболее известные: росписи церкви Панагии Халкеон в Салониках (1028 г.), фрески Сант Анджело ин Формис, две иконы с изображением Страшного суда из монастыря святой Екатерины на Синае (XI—XII вв.), две миниатюры Парижского Евангелия, пластина слоновой кости из музея Виктории и Альберта в Лондоне, мозаика базилики Торчелло в Венеции, фрески церкви Мавриотиссы в Кастории, росписи Бачковской костницы в Болгарии и гигантские мозаики пола собора в Отранто (1163 г.), и близкого по времени собора в Трани.
Наиболее раннее известное русское иконописное изображение относится к XV веку (икона в Успенском соборе Московского Кремля).

## Композиция
Икона Страшного суда является чрезвычайно богатой по количеству действующих лиц и включает изображения, которые можно сгруппировать по трём темам:
1. Второе пришествие Христово, воскресение мёртвых и суд над праведными и грешными
2. обновление мира
3. торжество праведников в небесном Иерусалиме.

| Рай в образе священного града — Горнего Иерусалима с блаженствующими в нем праведниками, пишется почти всегда вверху. Под Горним Иерусалимом часто встречается изображение летящих в рай схимников |  | |  | Как символ конца мира всегда изображается небо в виде свитка, свиваемого ангелами. |
| |  | Вверху часто изображается Бог Саваоф, затем ангелы света, низвергающие с Небес ангелов тьмы (бесов). |  | |
| По сторонам центральной группы сидят апостолы (по 6 с каждой стороны) с открытыми книгами в руках. За спинами апостолов стоят ангелы — стражи Небесные.                                            |  | |  | (С четырьмя архангелами — Михаилом, Гавриилом, Рафаилом и Уриилом часто связывается эсхатологическая тематика. Эти ангелы должны трубным гласом воззвать мёртвых на Страшный суд, они же ограждают Церковь и каждого верующего от сил тьмы). |
| |  | В центре композиции иконы изображается Христос — «Судия мира». Ему предстоят Богоматерь и Иоанн Предтеча — ходатаи за род человеческий на этом Страшном суде. У их ног Адам и Ева — первые люди на земле, прародители рода человеческого — как образ всего преклонившегося праведного, искупленного человечества. |  | |
| Иногда изображают группы людей, обращающиеся к Судии с евангельскими словами «когда мы видели Тебя алчущим» и прочее.                                                                              |  | |  | Среди грешников в поздних композициях народы сопровождаются пояснительными надписями: немцы, русь, ляхи, эллины, эфиопы. |
| |  | Под апостолами изображены идущие на Суд народы. Справа от Христа — праведники, слева — грешники. В центре под Христом изображен престол уготованный (алтарь). На нем одежда Христа, Крест, орудия Страстей, и раскрытая «Книга бытия», в которой, по свидетельству предания, записаны все слова и дела людей: «Книги разгнутся, явлена будут деяния человеком» (Стихира на «Господи, воззвах» Недели мясопустной); «Егда поставятся престоли и отверзутся книги, и Бог на суде сядет, о кий страх тогда ангелом предстоящим в страсе и реце огненней влекущей!» (Там же, Слава). Еще ниже бывают изображены: большая кисть руки, держащая младенцев, что означает «праведные души в руце Божией», и здесь же, неподалёку, весы — то есть «мера дел человеческих». Около весов ангелы борются с дьяволами за душу человека, которая часто присутствует тут же, в виде обнаженного юноши (или нескольких юношей). |  | |
| Ангел указывает Даниилу на четырех зверей. Сюжет «райской темы»: изображение, иногда на фоне деревьев, Богоматери на престоле с двумя ангелами и иногда с благоразумным разбойником по сторонам.   |  | |  | «Видение Даниила» — это четверо животных (в кругу), и «Земля, отдающая своих мертвецов»: темный круг, обычно неправильной формы. В центре сидит полуобнаженная женщина — её олицетворение. Женщину окружают поднимающиеся из земли фигуры людей — «воскресшие из мертвых», звери, птицы и пресмыкающиеся, выплевывающие тех, кого они пожрали. Землю окружают круглое море, где плавают рыбы, выплевывающие мертвых. |
| |  | Ад изображен в виде «геенны огненной» — полной пламени, в котором плавает страшный зверь, морское чудовище, на котором верхом сидит сатана с душой Иуды в руках. Из огненной пасти адского зверя вверх, к ногам Адама, поднимается длинный извивающийся змей, олицетворяющий грех, иногда вместо него изображается огненная река. |  | |
| В нижней части сюжеты рая — «Лоно Авраамово» (праотцы Авраам, Исаак и Иаков с душами праведников, сидящие среди райских деревьев)                                                                  |  | |  | В поздних иконах появляются надписи, указывающие вид наказаний («Тьма кромешная», «Мраз», «Червь неусыпающий», «Смола», «Иней») и тип наказуемого греха. Увитые змеями женские фигуры — изображение адских мук. |
| |  | С левой стороны — «райские» сюжеты. Помимо «Лона Авраамова» изображены ворота рая (стерегомые серафимом), к которым подходят праведники, возглавляемые апостолом Петром с ключами от рая в руке. В огне горят грешники, мучимые диаволами (в особых клеймах могут показываться отдельные мучения). Ровно посередине изображен прикованный к столбу милостивый блудник, который «ради милостыни избавлен от вечных мук, а ради блуда лишен Царства Небесного». |  | |